# Taman Greenwood
Taman Greenwood – miasto w Malezji, w stanie Selangor. W 2000 roku liczyło 77 066 mieszkańców.